# Década de 1590
Séculos: (Século XV - Século XVI - Século XVII)
Décadas: 1540 1550 1560 1570 1580 - 1590 - 1600 1610 1620 1630 1640
Anos: 1590 - 1591 - 1592 - 1593 - 1594 - 1595 - 1596 - 1597 - 1598 - 1599